# Elisa Ferreira
Elisa Maria da Costa Guimarães Ferreira (ur. 17 października 1955 w Porto) – portugalska polityk, ekonomistka i nauczycielka akademicka, minister w gabinetach Antónia Guterresa (1995–2002), posłanka do Parlamentu Europejskiego VI, VII i VIII kadencji, w latach 2019–2024 członkini Komisji Europejskiej.

## Życiorys
W 1977 uzyskała licencjat na wydziale ekonomii Uniwersytetu w Porto, po czym pracowała jako wykładowca w macierzystej instytucji. Współpracowała z Portugalskim Uniwersytetem Katolickim (od 1986). W 1981 i 1985 uzyskiwała kolejno magisterium i doktorat na University of Reading.
Pełniła funkcje wicedyrektora projektu zarządzania zasobami wodnymi Regionu Północ (1986–1987), koordynatora badań przygotowawczych do zintegrowanej operacji rozwoju Doliny Ave (1989) oraz przewodniczącej komisji zintegrowanej operacji rozwoju Doliny Ave (1990–1992). Była również wiceprzewodniczącą komisji koordynacyjnej jednego z regionów (1989–1992).
W 1995 uzyskała nominację na urząd ministra ochrony środowiska w rządzie Antónia Guterresa. W jego kolejnym gabinecie była ministrem ds. planowania (1999–2002). W 2002 wybrana w skład  Zgromadzenia Republiki, była wiceprzewodniczącą klubu parlamentarnego PS. W 2004 uzyskała mandat posłanki do Parlamentu Europejskiego. Zasiadała w Komisji Gospodarczej i Monetarnej. W 2009 i w 2014 z powodzeniem ubiegała się o europarlamentarną reelekcję.
W 2016 odeszła z PE w związku z powołaniem w skład rady dyrektorów banku centralnego Banco de Portugal. W 2019 dołączyła do Komisji Europejskiej kierowanej przez Ursulę von der Leyen (z kadencją od 1 grudnia tegoż roku) jako komisarz do spraw spójności i reform. Funkcję tę pełniła do końca kadencji w 2024.